# Donna musica
Donna musica è il quinto album del gruppo italiano dei Collage, pubblicato nel 1980.

## Tracce
1. Dimenticare te
2. Donna musica
3. Lecca lecca
4. Completo amore
5. Zingara nel cuore
6. Stasera tu
7. S.O.S.
8. Povera Betty
9. Sapor di scuola
10. Tiritera